# Геодезичний купол

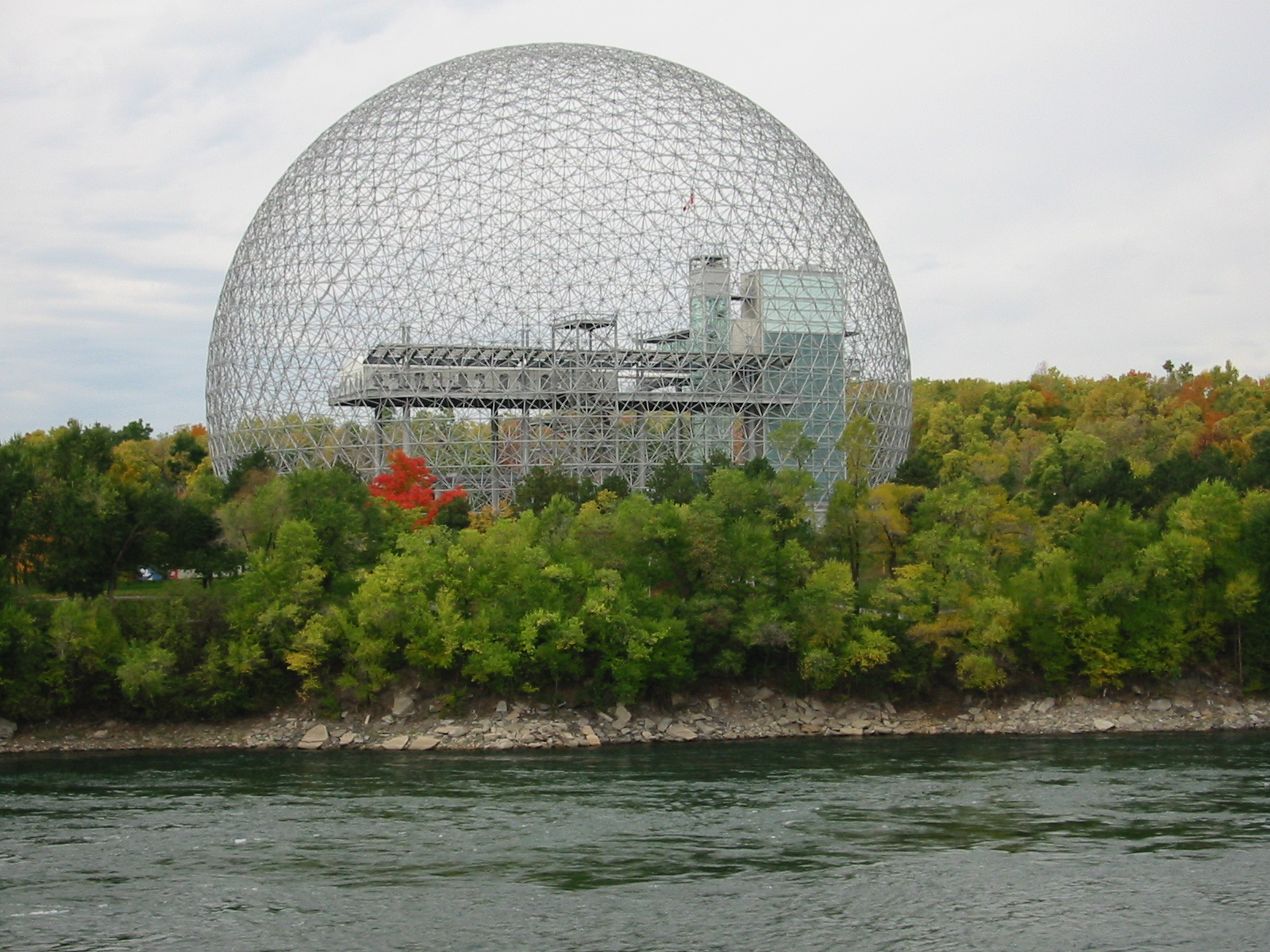
Монреальська Біосфера (колишній Павільйон США на Експо-67), автор - архітектор Ричард Фулер

Геодезичний купол (геодезична баня) — сферична архітектурна споруда, зібрана з металевих балок, що творять  геодезичну структуру, завдяки якій споруда загалом має добрі тримальні якості. Геодезична баня є тримальною  сітчастою оболонкою.
Форма бані твориться завдяки особливому з'єднанню балок — у кожному вузлі сходяться три ребра трохи різної довжини, що загалом творять багатогранник, близький формою до сеґмента  сфери.

## Історія

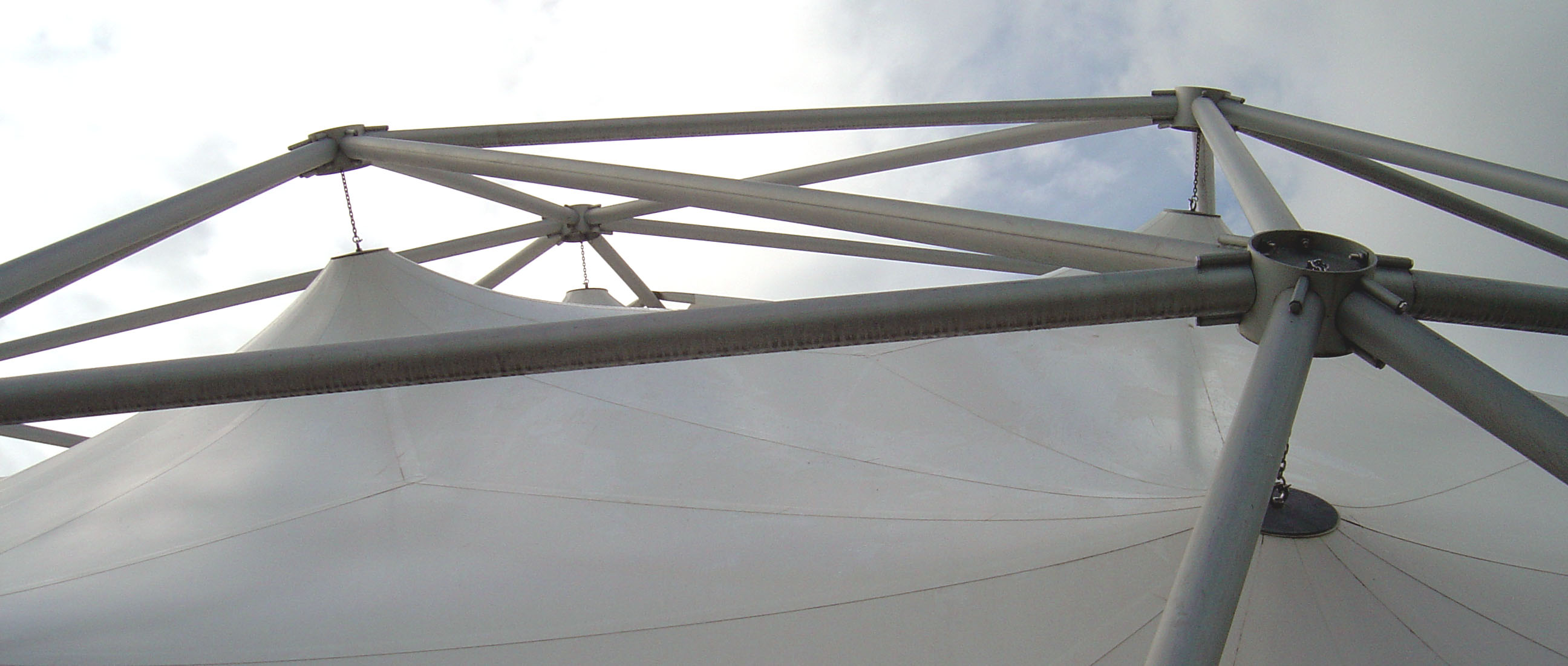
Елементи конструкції геодезичного купола

Популяризатором геодезики був  Річард Фулер, що вивчав у кінці 1940-х років властивості бань ("куполів"). Пізніше він отримав патент на конструювання геодезичних бань.
Конструкція геодезичної бані зацікавила Фулера насамперед завдяки малій масі за великого внутрішнього простору. Фулер сподівався, що геодезики допоможуть розв'язати післявоєнну житлову кризу.
Бані знайшли своє застосування в різних архітектурних спорудах — великих оранжереях, планетаріях, аудиторіях, складах, ангарах. Житлові ж бані не виправдали сподівань через високу вартість.

## Переваги та вади геодезичних бань
Бані мають ряд переваг, що роблять їх унікальними архітектурними спорудами. Бані мають велику тримальну здатність, до того ж, що більша баня, то вона вища. Прості споруди створюють дуже швидко з досить легких елементів силами невеликої будівельної групи: структури до 50-х метрів збирають навіть без будівельного крана. Бані також мають ідеальну  аеродинамічну форму, завдяки цьому їх можна зводити у вітряних та буревійних районах.
Одначе є й вади. Зазвичай сучасні матеріали для утвору граней бані мають прямокутний перетин, їх доводиться додатково обробляти, надаючи трикутної форми, через що з'являється багато надмірних решток.

## Згадка у світовій культурі

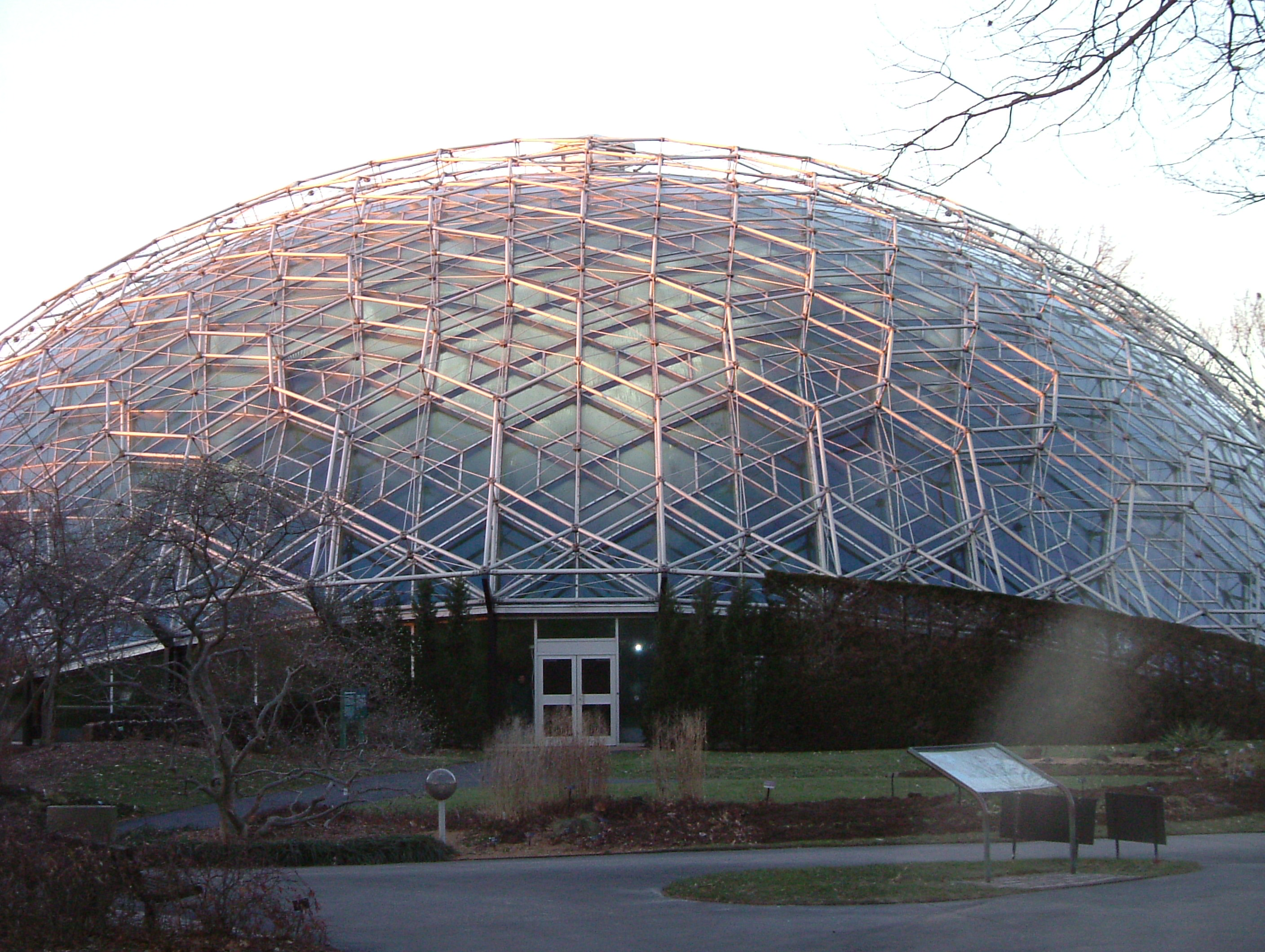
Оранжерея Climatron в Ботанічному саду Міссурі, побудована в 1960. Дизайн проєкту вплинув на оранжереї з фільму « Мовчазний біг »

Завдяки своєму футуристичному вигляду геодезики потрапили в безліч фантастичних творів. У низці з них бані накривають цілі колонії людей, що опановують планети зоряних систем.
Винахідник геодезичного куполу Річард Фулер згадується в романі сучасного американського письменника Тома Роббінса "Натюрморт із дятлом"
Також геодезичні бані є ключовим архітектурним елементом у творах з трилогії «Кіберпростір»  Вільяма Гібсона.